# قلعة ستيرلينغ
تقع قلعة ستيرلينغ في ستيرلينغ، وهي إحدى أكبر القلاع وأهمها تاريخيًا وأثريًا في اسكتلندا. تتربع القلعة على قمة صخرة متداخلة، والتي تشكل جزءًا من التكوين الجيولوجي لجدة ستيرلينغ الموازية. جعلها موقعها الاستراتيجي، الذي يحرس ما كان حتى تسعينيات القرن التاسع عشر أقصى معبر على نهر فورث، حصنًا مهمًا في المنطقة منذ العصور المبكرة.
يعود بعض أبنية القلعة الأساسية إلى القرنين الخامس عشر والسادس عشر. ظلت بعض الهياكل موجودة من القرن الرابع عشر، في حين أن الدفاعات الخارجية التي تواجه المدينة تعود إلى أوائل القرن الثامن عشر.
قبل الوحدة مع إنجلترا، كانت قلعة ستيرلينغ واحدة من أكثر المساكن الملكية الاسكتلندية استخدامًا، إذ كانت إلى حد كبير قصرًا وحصنًا. تُوّج عدة ملوك وملكات اسكتلنديات في ستيرلينغ، بما فيهم ماري ملكة اسكتلندا في 1542، وغيرها وُلدوا أو ماتوا هناك.
حوصرت قلعة ستيرلينغ ثماني مرات على الأقل، بما في ذلك عدة مرات في خلال حروب الاستقلال الاسكتلندية، وآخرها في 1746، عندما حاول الأمير تشارلز بوني احتلال القلعة وفشل. قلعة ستيرلينغ صرح قديم مجدول، وهي الآن معلم جذب سياحي تديره بيئة اسكتلندا التاريخية.

## تاريخها

### تاريخها القديم
تشكل قلعة هيل، التي بُنيت عليها قلعة ستيرلينغ، جزءًا من جدة ستيرلينغ الموازية، وهي تكوين من كوارتز دوليريت عمرها نحو 350 مليون عام، والتي عدلها الدور الجليدي لتشكل «شمراخًا وذيلًا». من المحتمل أن يكون هذا المعلم الطبيعي مأهولًا من وقت مبكر، نظرًا إلى أن حصن التلة واقع على تلة غوان، إلى الشرق مباشرة.
تجنب الرومان ستيرلينغ، وبنوا حصنًا في دون بدلًا من ذلك، لكن ربما كان الماياتاي يحتلون الصخرة آنذاك. ربما صارت لاحقًا معقلًا لماناو غودودين، ورُبطت أيضًا بمستوطنة مسجلة في القرنين السابع والثامن باسم لوديو، حيث حاصر بيندا ملك مرسيا أوزوي ملك برنيسيا في 655. وقعت المنطقة تحت سيطرة البيكتيين بعد هزيمة النّورثَمْبَرْلَنْديين في معركة دون نيكتين بعد ثلاثين عامًا. لكن لا يوجد دليل أثري على احتلال قلعة هيل قبل أواخر القرون الوسطى.
ارتبطت أساطير أخرى بقلعة ستيرلينغ أو «سنودون» كما ذاع اسمها الأكثر شاعرية. يزعم المؤرخ هكتور بويس من القرن السادس عشر في كتابه تأريخ الشعب الاسكتلندي أن الرومان، تحت قيادة أغريكولا، حصنوا ستيرلينغ، وأن كينيث ماك ألبين، وهو تقليديًا أول ملك لاسكتلندا، حاصر قلعة في ستيرلينغ في خلال استيلائه على المملكة البيكتية في القرن التاسع. لكن بويس يُعتبر مؤرخًا غير موثوق.
ربط مؤرخ آخر، هو ويليام ورسيستر، ستيرلينغ ببلاط الملك آرثر الأسطوري. تشير المرويات إلى أن القديسة مونينا أسس كنيسة هنا، مثلما فعلت في قلعة إدنبرة، رغم أنه يُعتقد الآن أن أسطورة مونينا ناتجة عن خلط لاحق بين شخصيات مسيحية مبكرة، بما في ذلك مودوينا ومونين.
يعود أول ذكر لقلعة ستيرلينغ إلى نحو 1110، وقتما خصص الملك ألكسندر الأول كنيسة هناك. يظهر أنها كانت مركزًا ملكيًا راسخًا بحلول ذلك الوقت، وتوفي ألكسندر هناك في 1124. في عهد خليفته ديفيد الأول، صارت ستيرلينغ بلدة ملكية بحكم ذاتي، وصارت القلعة مركزًا إداريًا مهمًا. أسس ويليام الأول حديقة غزلان إلى الجنوب الغربي من القلعة، لكن بعد أن أسرته إنجلترا في 1174، أُجبر على تسليم عدة قلاع، بما فيها ستيرلينغ وإدنبرة، بموجب معاهدة فاليز. لا يوجد دليل على أن الإنجليز احتلوا القلعة بالفعل، وأُعيدت رسميًا لريتشارد الأول في 1189. ظلت ستيرلينغ مقر إقامة ملكي مفضل، وتوفي ويليام نفسه هناك في 1214، وجهز ألكسندر الثالث الحديقة الجديدة لصيد الغزلان في ستينيات القرن الثالث عشر.

### حروب الاستقلال
ظلت ستيرلينغ مركزًا إداريًا ملكيًا حتى وفاة ألكسندر الثالث في 1286. أثارت وفاته أزمة خلافة، ودُعي إدوارد الأول ملك إنجلترا للتحكيم بين المطالبين المتنافسين. جاء إدوارد إلى الشمال في 1291، مطالبًا أن توضع ستيرلينغ، رفقة قلاع ملكية أخرى، تحت تصرفه في خلال التحكيم. حكم إدوارد لصالح جون من باليول، آملًا أن يصير حاكمًا «دمية» لكن جون رفض الانصياع لمطالب إدوارد.
في 1296، غزا إدوارد اسكتلندا، بدءًا من حروب الاستقلال الاسكتلندية، التي استمرت للأعوام الستين التالية. وجد الإنجليز قلعة ستيرلينغ مهجورة وخالية، وشرعوا باحتلال هذا الموقع الأساسي. طُردوا في العام التالي، بعد انتصار أندرو موراي وويليام والاس في معركة جسر ستيرلينغ. قُتل العديد من الحامية في خلال المعركة، التي انسحب بعدها القائدان الإنجليزيان ويليام فيتزوارين ومارمادوك ثوينغ إلى القلعة. لكن سرعان ما جوعهم الاسكتلنديون حتى استسلموا.
في الصيف التالي، تغير ملاك القلعة مرة أخرى، بعد أن هجرها الاسكتلنديون عقب الانتصار الإنجليزي في معركة فالكيرك. حصّن إدوارد القلعة، لكنها حوصرت في 1299 على يد قوات تتضمن روبرت بروس. فشل الملك إدوارد في إغاثة الحامية التي أُجبرت على الاستسلام.
في 1303، رجحت كفة الإنجليز مرة أخرى، وكانت ستيرلينغ القلعة الباقية في أيدي الاسكتلنديين. وصل جيش إدوارد في أبريل 1304، رفقة مع 17 من معدات الحصار على الأقل. استسلم الاسكتلنديون، بقيادة ويليام أوليفانت، في 20 يوليو، لكن إدوارد أمر جزءًا من الحامية بالعودة إلى القلعة، لأنه لم ينشر آلة حصاره الأخيرة «ذئب الحرب». يُعتقد أن ذئب الحرب كانت مقذافًا ضخمًا دمر بوابة القلعة. ورغم أن نصر إدوارد بدا تامًا، توفي في 1307، وصار روبرت الأول ملك اسكتلندا. بحلول 1313، لم يعُد في أيدي الإنجليز إلا قلاع روكسبرة وإدنبرة وبيرويك. ضرب إدوارد بروس، أخو الملك، حصارًا على ستيرلينغ، والذي قاده السير فيليب موبراي. بعد عدة شهور، في 24 يونيو 1313، اقترح موبراي صفقة: أن يسلموا القلعة إذا لم يسعفهم الإنجليز في غضون عام. وافق إدوارد بروس وانسحب. وصف المؤرخ الاسكتلندي باتريك فريزر تايتلر عرض موبراي، بعد خمسة قرون، على أنه «هدنة تنطوي على شروط لا يجب أن تُقبل بأي شكل من الأشكال».